# Carl Poul Oscar Graf Moltke

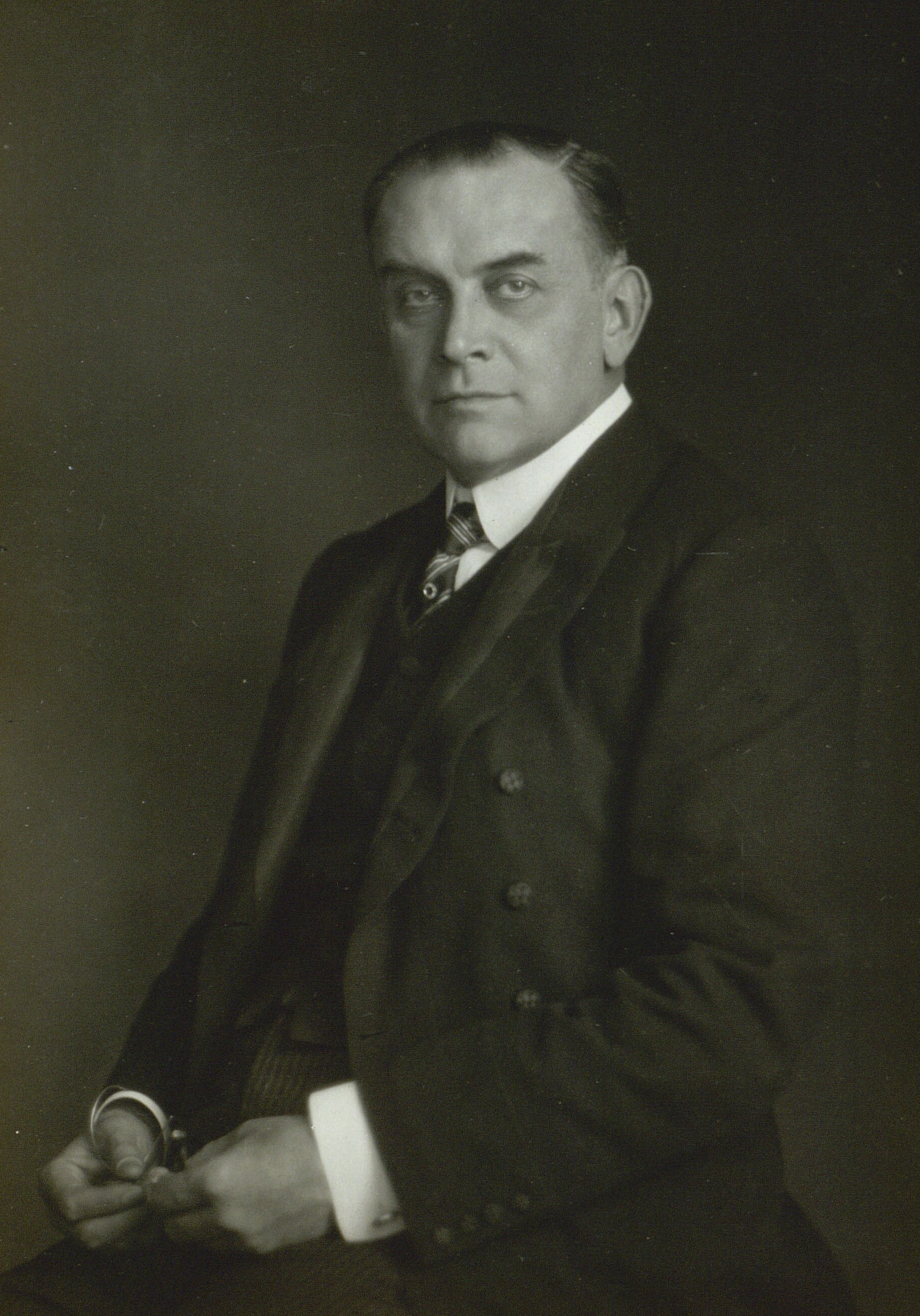
Carl Moltke

Carl Poul Oscar Graf Moltke (* 2. Januar 1869 in Görz; † 5. September 1935 in Christiansholm) war ein dänischer Diplomat und Außenminister.

## Leben und familiäres Umfeld
Carl Poul (Paul) Oscar Graf Moltke entstammte der uradeligen mecklenburgischen Familie von Moltke, und zwar der dänischen Linie Strietfeld, Ast Bregentved, die sich seit mehreren Jahrhunderten in dänischen Diensten befand und dabei zu hohen Ehren (seit dem 31. März 1750 dänische Lehnsgrafen) gekommen und mit umfangreichem Landbesitz in Dänemark und in den damals zur dänischen Krone gehörenden Herzogtümern Schleswig und Holstein belehnt worden war. Er war der Sohn des königlich dänischen Kammerherrn und Majors Adam Henrik Graf Moltke (1828–1913), Erbherrn auf Nütschau, in Holstein, Ritter des Danebrog-Ordens und Ehrenritter des Johanniterordens und der Emma Cappizuchi-Cassini (1836–1870).

## Beruflicher Werdegang
Carl Poul Oscar Graf Moltke wurde zunächst dänischer Marineoffizier, brachte es aber nur bis zum Range eines Premier-Leutnants. Da ihn auch der Hofdienst als Kgl. dän. Kammerherr nicht befriedigte, wählte er den Diplomatischen Dienst, den auch schon andere Angehörige seiner Familie absolviert hatten (z. B. Frederik Moltke (1825–1875), der ebenfalls dänischer Minister der Auswärtigen Angelegenheiten geworden war). Im auswärtigen Dienst machte Carl Paul Oscar, auch wegen seiner Sprachkenntnisse (Deutsch, Englisch, Italienisch) schnell Karriere. Er wurde Gesandter und stieg schließlich bis zum Außenminister auf. Für seine dem Staat geleisteten Dienste wurde er mit dem Großkreuz des Danebrog-Ordens belohnt.
Er war ab 1907 verheiratet mit Cornelia (Nina) Thayer (1881–1960), einer US-Amerikanerin aus Boston.